# 川西村 (福島県)
川西村（かわにしむら）は福島県河沼郡にあった村。現在の会津坂下町北部にあたる。

## 地理
- 山：雷神山
- 河川：阿賀川、旧宮川

## 歴史
- 1889年（明治22年）4月1日 - 町村制の施行により、宇内村、津尻村、大上村、見明村、八日沢村、長井村の区域をもって発足。
- 1955年（昭和30年）4月1日 - 坂下町・若宮村・金上村・広瀬村・八幡村と合併して会津坂下町が発足。同日川西村廃止。